# Medieval rock
Medieval rock neboli středověký rock je rocková hudba, kterou doplňují středověké nástroje. Někdy se může jednat o středověké skladby hrané rockovým stylem. Jednou z nejznámějších skupin medieval rocku je německá kapela Schelmish (někdy nazývaná také Shelmish), která se původně zabývala výhradně středověkou hudbou (medieval folkem), což dokazují zejména první alba.